# Christa Goessing
Christa Goessing, geborene Schünemann (* 8. Dezember 1939 in Hannover; † 28. Dezember 2011 in Heidelberg) war eine deutsche Springreiterin, Pferdezüchterin und Reitsportmäzenin.

## Leben
Christa Goessings Eltern waren in der Baubranche tätig. In ihrer aktiven Sportlerkarriere erzielte sie bei den Deutschen Meisterschaften im Springreiten mehrfach Topplatzierungen: 1966 und 1968 gewann sie Silber, 1969 gewann sie die Bronzemedaille – jeweils in der Meisterschaftswertung der Damen.
Zusammen mit ihrem Ehemann Lutz Goessing, mit dem sie eine Tochter hatte, betrieb sie von 1969 bis 2010 einen Turnierstall im westfälischen Brockhagen. Hier förderten sie das überregional bekannte Turnier des örtlichen Zucht-, Reit-, Fahrvereins als auch die German Classics in ihrer Geburtsstadt. Christa und Lutz Goessing stellten ihren Bereitern Heinrich-Wilhelm Johannsmann, Susanne Behring und Mylène Diederichsmeier Pferde für ihre reitsportliche Karrieren zur Verfügung.
Seit Frühjahr 2011 führt Tim Rieskamp-Goedeking den Stall der Familie Goessing als Pächter, nachdem sich Kinder und Enkel von Christa Goessing gegen aktive Übernahme des Betriebes entschieden hatten.
Christa Goessing, die an einer Krebserkrankung der Bauchspeicheldrüse erkrankt war, starb am 28. Dezember 2011 an den Folgen einer Lungenentzündung.

## Auszeichnungen
- 1966: Silber bei Deutschen Meisterschaft in Hannover
- 1968: Silber bei Deutschen Meisterschaft in Iserlohn
- 1969: Bronze bei Deutschen Meisterschaft in Berlin